# Telotylenchus indicus
Telotylenchus indicus är en rundmaskart. Telotylenchus indicus ingår i släktet Telotylenchus och familjen Tylenchidae. Inga underarter finns listade i Catalogue of Life.